# 松本仁
松本 仁（まつもと じん、2005年2月14日 - ）は、日本の俳優。奈良県出身。パルムプロモーション所属。

## 人物・来歴
2021年に母親が応募をしたのをきっかけに「男子高生ミスターコン2021」グランプリを受賞。
趣味はダンスを見ること。特技はダンス。目標の人物は岩田剛典。弟はインフルエンサーの松本一彩。

## 出演
※太字はメインキャラクター

### テレビドラマ
- ドラマプレミア23 / SHUT UP（2024年、テレビ東京）
- 君とゆきて咲く〜新選組青春録〜 第12話 - 最終話（2024年7月18日 - 9月12日、テレビ朝日） - 鈴木三樹三郎 役[7]
- 3年C組は不倫してます。（2024年10月2日 - 12月18日、日本テレビ） - 三島文哉 役
- ナンバーワン戦隊ゴジュウジャー（2025年2月16日 - 、テレビ朝日） - 猛原禽次郎 / ゴジュウイーグル 役[8]

### テレビ番組
- お願い!ランキング presents そだてれび 「人生が変わる、シン・時代劇オーディション 真剣! 新撰組への道」（2024年、テレビ朝日）

### WEB番組
- 今日、好きになりました。 朝顔編（2021年、ABEMA）

### 映画
- ナンバーワン戦隊ゴジュウジャー 復活のテガソード（2025年7月25日、東映） - 猛原禽次郎 / ゴジュウイーグル 役[9]

### ショートドラマ
- ミッドナイトチケット（2023年）
  - 「運命」
  - 「幽霊おじさん」
  - 「大切なもの」
- 四谷学院 「今日も僕らの放課後は。」（2023年）
- ハイアール 「僕らの生活のすぐそばに」（2024年）
- 毎日はにかむ僕たちは（2024年）
  - 「夏の教室」
  - 「復縁屋」

### 舞台
- WBB「スパイラルスパイ」（2023年、紀伊國屋サザンシアター TAKASHIMAYA） - 結城文徳

### ネットムービー
- ゴジュウジャー補ジュウ計画 ナンバーワン懺悔室（2025年、東映特撮ファンクラブ） - 猛原禽次郎 役

### 広告
- ジャストシステム スマイルゼミ（2022年 - 2023年）
- チヨダ ブラックフライデー（2023年）
- Avail（2023年）
- 四谷学院（2024年）
- スケーター お弁当箱（2024年）
- SOMPOひまわり生命保険（2024年）
- 羽田国際高等学校（2024年）
- 大成建設 150周年記念ムービー（2024年）

### イベント
- 男⼦⾼⽣ミスターコン2021（2021年） - グランプリ受賞
- 超超十代-ULTRA TEENS FES-2022@TOKYO（2022年）
- TGC teen
  - 2022、Fukuoka・Osaka・Tokyo（2022年）
  - 2023 Winter supported by SIW2023（2023年）
- ベルエポック美容専門学校 原宿校OC（2023年）

### MV
- 古川慎 「カレイドスコープ」（2024年）